# Aristòcrates (escriptor)
Aristòcrates (en llatí Aristocrates, en grec antic Άριστοκράτης) va ser un historiador espartà, fill d'Hiparc, que va escriure un llibre sobre els afers de Lacedemònia (Λακωνικά), del que Ateneu menciona el quart llibre, i Plutarc es refereix a tota l'obra, i també altres autors, com ara Esteve de Bizanci.